# Novgorodi–lovagrendi háború
A novgorodi–lovagrendi háború a Német Lovagrend-Kardtestvérek rendje és a dánok háborúja a Novgorodi orosz fejedelemség ellen 1240-42 között.

A háború döntő ütközete a Csúd-tavi csata (jégcsata), ahol a lovagok ék alakú támadó alakzatát a novgorodiak kicselezték, majd bekerítették a számbelileg kisebb rendi sereget, amely alatt beszakadt a befagyott tó jege.

## Előzmények
Az oroszok, akik a szomszédos Livónia (a mai Észt- és Lettország felé kereskedelmi kapcsolatokat építettek ki, de soha nem próbálták meg keresztény hitre téríteni, vagy közigazgatásilag birodalmukhoz kötni őket. Ez lehetőséget adott a német és skandináv hittérítőknek, hogy lerakják munkájuk alapját ezeken a területeken és a különböző kultúrájú, nyelvű és vallású népeket megtérítsék a nyugati rítusú kereszténység szerint.

Mivel ezek az akciók nem mentek mindig simán, sőt várható volt, hogy összeütközésbe kerülnek az ortodox egyházzal, ezért igénybe kellett venni más keresztény államok segítségét is, ilyen volt Dánia és a Német-római Birodalom, míg Svédország, amely a finn területeken terjeszkedett, még elég esélytelennek tűnt. De a dánokat és a németeket nemcsak a keresztény vallás terjesztése, hanem egyúttal a teljes uralom kiterjesztés is érdekelte, hogy a stratégiai szempontból is jó adottságú, amellett termékeny földeket megszerezzék.

### Dán és német expanziók
A 13. század elején a békés hittérítést a háborús hittérítés váltotta fel. Livónia keleti részében német lovagokból létrejött a Kardtestvérek rendje, mely erővel szándékozott megtéríteni a pogány balti és finnugor népeket. Rövidesen a dánok is megkezdték harcukat északon, Észtországban. Néhány évtized alatt az ország jó részére kiterjesztették uralmukat a német és dán keresztesek.
A kardtestvérek 1230-as évek folyamán leigázták a kúrok nagy részét és megpróbálkoztak orosz és litván területek elfoglalásával. A Novgorod ellen támadó lovagokat Jaroszlav fejedelem a vlagyimiriek segítségével leverte. A vereség azonban nem tekinthető súlyosnak, mint ahogy azt később az orosz történészek beállították. Hanem amikor a kardtestvérek vereséget szenvedtek Saule mellett a litvánoktól és a lettektől, akkor már súlyosan megrendült a hatalmuk a kelet-balti népek felett. A lovagok a teljes összeomlást elkerülték, mert egyesítették őket a Német Lovagrenddel, mely az úgyszintén balti nyelvcsaládba tartozó poroszokat igázta le sorra 1233 óta.

A kardtestvérek a Német Lovagrend részeként autonóm rendként kormányozták Livóniát.

### Svéd támadás Novgorod ellen
Északon a finneket egy részét a svédek igázták le, míg más területek az oroszok kezébe jutottak. A svédek több alkalommal próbálták megszerezni az oroszoktól a többi finn régiót, mígnem 1240-ben egy svéd sereg partra szállt a Néva torkolatánál, hogy a gazdag orosz kereskedő várost megszerezhesse. A novgorodi fejedelem, Sándor herceg a Névánál megverte őket és ezért lett a neve „Nyevszkij,” de a veszély nem múlt el, mert 1238-ban a mongolok rontottak Oroszországra.

## A Német Lovagrend támadása
A svédek támadásával egyidőben a Német Lovagrend és a Kardtestvérek rendje Livóniából hadjáratra indult Novgorod ellen. Csatlakoztak hozzájuk a dánok Észtországból.

A nyári hadjárat keretében Izborszk városát hódította meg a lovagrendi-dán hadsereg. Eközben Novgorodban Sándor herceg győzelme ellenére német-barát frakciók erősödtek meg, akik a lovagrenddel konspiráltak. Sándor velük szemben nem volt már erős, ezért elhagyta a várost, mialatt télen a lovagok és a dánok folytatták a támadást, s a Csúd (Peipus)-tó északi oldalán vonulva majdnem elérték a fővárost. Délen bevették Pszkovot, a következő évben Koporjét is. A lovagrend a háborút az ortodox keresztények elleni keresztes-hadjáratnak is szánta, mert az ortodox vallásúak annak idején elszakadtak a Római Egyháztól, így eretnekek, akiket meg kell büntetni. A másik ok alighanem – akárcsak a svédeknél –, hogy a kereskedelmileg fejlett, gazdag térséget a Német Lovagrend uralma alá akarta vonni.
Bár Koporjét visszavették az oroszok, de eddig is nagy területeket szereztek meg a keresztesek, s a főváros közvetlen veszélyben volt. A novgorodiak 1242-ben visszahívták Sándor herceget, mert nem tudták feltartóztatni a lovagokat.

## Ajégcsata
Sándor a németek és dánok kiűzésére összpontosított, s 1242 elején sikerült visszafoglalni Izborszk és Pszkov városát. Közben kirabolta a város környékét, hogy utánpótláshoz jusson.
A Peipus-tavon át Sándor kb. 6000 fős seregével döntő csatára készült a lovagrendi főerőkkel. Április 5-én a Gerhard von Malberg teuton és Dietrich von Grüningen livóniai mester vezette kb. 2000-2500 fős lovagrendi–dán–észt sereg néhány skandináv keresztes támogatásával összecsapott a még mindig befagyott tavon az oroszokkal. Ez volt az úgynevezett jégcsata.
A németek taktikáját, az ék alakú csatarendet Alekszandr jól ismerte, s ügyes csellel kijátszotta. A nagy gyorsasággal rohamozó lovagok előtt szétnyíltak az orosz gyalogosok sorai, majd mikor az ellenség már mélyen benn járt, bezárultak a nyílások, a dán és észt gyalogosok pedig kívül rekedtek, s a kereszteseket bekerítették. A páncélos lovagok alatt a jég beszakadt, és a csata a vereségüket hozta.

## A háború után
A lovagrend veresége után nehéz helyzetbe került, mert az általa alávetett balti poroszok és a szabad törzseik fellázadtak, s szövetségre léptek a pomeránokkal. A felkelés vagy tizenegy éven át tartott, mire a lovagok a német birodalmi keresztesek, a lengyelek és a csehek segítségével leverték.

## A csata emléke
A jégcsatát a világ leginkább Szergej Mihajlovics Eizenstein A jégmezők lovagja című filmjéből ismeri, amely részben propaganda, nem nagyon ügyel a történelmi részletekre, kissé túlzó, de vitathatatlanul romantikus.